# Ptilodactyla guadalupensis
Ptilodactyla guadalupensis là một loài bọ cánh cứng trong họ Ptilodactylidae. Loài này được Legros miêu tả khoa học năm 1947.